# Manu (chanson)
Pour les articles homonymes, voir Manu.
Pistes de Le Retour de Gérard Lambert
Banlieue rouge Le Retour de Gérard Lambert
Manu est une chanson écrite et composée par Renaud, sortie dans l'album Le Retour de Gérard Lambert en 1981.
Elle est également sortie en single avec le titre Mon beauf'.

## Description
La chanson raconte l'histoire d'un loubard victime d'un chagrin d'amour, qu'un ami tente de réconforter. Manu étant le diminutif de Manuel (le second prénom de Renaud), un parallèle fut fait entre ce texte et la vie personnelle du chanteur,.

## Autres
- En 2001, elle est reprise dans L'Odyssée des Enfoirés où elle est interprétée par Charlotte Gainsbourg, Francis Cabrel et Julien Clerc[3], puis en 2014 dans l'album La Bande à Renaud, par le chanteur Jean-Louis Aubert[4].
- Des paroles de Manu sont évoquées dans la chanson Manu dans l'cul de Damien Saez ("Eh Manu rentre chez toi").